# Onderscheidingsteken voor Langdurige Dienst als officier
Het Onderscheidingsteken voor Eervolle Langdurige Dienst als officier, doorgaans het Officierskruis genoemd, is een militaire onderscheiding die wordt uitgereikt aan officieren in de Nederlandse krijgsmacht die ten minste 15 jaar actief officier zijn.
De onderscheiding werd op 19 november 1844 ingesteld door koning Willem II en wordt sindsdien uitgereikt op zijn verjaardag, 6 december. Omdat tijdens deze uitreikingen in het officiersverblijf traditioneel een glaasje jenever werd genuttigd, wordt ze ook wel het Jeneverkruis genoemd.
De koning bepaalt in het Koninklijk Besluit “dat het onderscheidings-teken bepaaldelijk bestemd (is) tot het beloonen van eenen eervollen langdurigen Nederlandschen effectieven diensttijd van officieren en daarmee gelijkgestelde personen behoorende tot het leger”.
Tot 30 december 1866 was het Onderscheidingsteken een verguld zilveren gesp die op een kleurig zijden lintje werd gedragen. Op verzoek van de officieren werd de gesp door het huidige verguld zilveren kruis vervangen.
Op de onderscheiding is het aantal dienstjaren in Romeinse cijfers vermeld, dat elke vijf jaar dient te worden vervangen: XV, XX, XXV, XXX, XXXV en XL. (Het opmaken van de batons geschiedt op eigen kosten.)

## De geschiedenis van het ereteken

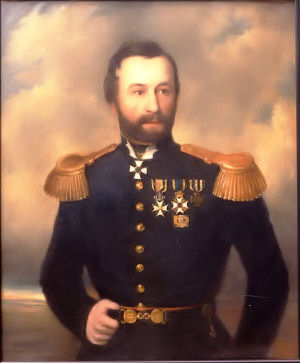
Portret van Christiaan Philip Winckel uit 1859 met het ereteken “XL” zoals dat toen werd gedragen.

In de jaren ’30 en ’40 van de negentiende eeuw verkeerde Nederland in een economische malaise. Dat had consequenties voor de krijgsmacht waarop fors werd bezuinigd. Het halveren van het aantal vlagofficieren bij de marine, het afschaffen van twee regimenten infanterie en een deel van cavalerie en de bezuinigingen op salarissen troffen de krijgsmacht zo diep dat Tweede Luitenant A.W.P.Weitzel van “ellendige bezuinigingskoorts waardoor ons leger zoo lang en zoo gruwelijk is mishandeld geworden”. Weitzel sprak over een sfeer van “algemene misgenoegdheid” over het gebrek aan maatschappelijk aanzien in een op handel gerichte natie en de geringe kansen op bevordering. Daarbij waren de salarissen zo laag dat een luitenant, een rang die velen van hun twintigste tot hun veertigste bekleden, niet met fatsoen kon trouwen en ook ongehuwd moeite had om rond te komen.
Om de officieren een blijk van waardering te kunnen geven stelde de Minister van Oorlog, luitenant-generaal Frederik Carel List in oktober 1844 voor om een kruis voor trouwe dienst in te stellen zoals er voor de onderofficieren al sinds 1825 een medaille bestond. Koning Willem II wees het voorstel van een kruis af maar koos voor een naar Russisch voorbeeld vormgegeven gesp. De onderscheiding mocht van de koning niet op een kruis van een ridderorde lijken.
Op 19 november 1844 werd in drie afzonderlijke Koninklijke Besluiten een Onderscheidingsteken voor Langdurige Dienst als officier in het leger, een Onderscheidingsteken voor Langdurige Dienst als officier in de marine en een periodieke traktementsverhoging voor de luitenants in het leven geroepen.
Een dergelijke gesp op een klein stukje lint wordt, naar het Duits, een “Schnalle” genoemd. Ook in de Duitse landen is het steeds een beloning voor dienstjubilea. 
Het Nederlands-Indisch leger was, omdat daar voortdurend gevochten werd en er dus wel promotiekansen en mogelijkheden om bijvoorbeeld een Willemsorde met de daaraan verbonden soldij te winnen aanwezig waren, in eerste instantie overgeslagen. Op 28 december 1844 werden ook de in Nederlands-Indië dienende officieren verblijd met het uitzicht op dit onderscheidingsteken. De schutterij, de Marine Stoomvaartdienst en Koninklijke Marine Reserve en volgden in respectievelijk 1851, 1905 en 1896 met eigen onderscheidingstekens waarvan alleen de kleur van het lint afweek van die van het leger. In 1913 werd vastgelegd dat ook verlofs- en reserveofficieren na 15 of 20 jaar het Onderscheidingsteken voor Langdurige Dienst als officier zouden ontvangen. In 1918 werd vastgelegd dat ook de landweer- en landstormofficieren voor het Onderscheidingsteken voor Langdurige Dienst als Officier in aanmerking kwamen. De Koninklijke Luchtmacht is in 1913 opgericht als “luchtvaartafdeling” van het leger. Het in 1939 tot “Wapen der Militaire Luchtvaart” omgedoopte en pas sinds 1953 tot krijgsmachtdeel gepromoveerde luchtwapen kwamen en komen steeds voor het Onderscheidingsteken in aanmerking. Voor de in 1998 tot krijgsmachtdeel gemaakte Koninklijke Marechaussee geldt hetzelfde.